# Dano (plaats)
Dano is een stad in Burkina Faso en is de hoofdplaats van de provincie Ioba.
Dano telde in 2006 bij de volkstelling 16.085 inwoners.